# Мокрая Ракитная
Мокрая Ракитная (укр. Мокра Рокитна) — село, 
Ракитненский сельский совет,
Нововодолажский район,
Харьковская область.
Код КОАТУУ — 6324284504. Население по переписи 2001 года составляет 205 (82/123 м/ж) человек.

## Географическое положение
Село Мокрая Ракитная находится на расстоянии до 2 км от сёл Одрынка, Кут и Быстрое (Харьковский район).
По селу протекают река Мокрая Ракитная и пересыхающий ручей с запрудами.
К селу примыкают несколько лесных массивов (дуб).

## Объекты социальной сферы
- Мокроракитненский фельдшерско-акушерский пункт.

## Достопримечательности
- Братская могила советских воинов. Похоронено 21 воин.